# Harald Billström
Harald Billström, född 4 december 1892, död 17 oktober 1974, var en svensk ingenjör och ämbetsman.
Billström blev civilingenjör 1916, var i Telegrafstyrelsernas tjänst från 1917, blev linjeingenjör 1920, 1:e linjeingenjör i andra distriktet (Göteborg) 1935, samt överdirektör och ställföreträdare och chef för driftsbyrån från 1945.